# Noronha
Pour les articles homonymes, voir Noronha (homonymie).
 (août 2018).
Si vous disposez d'ouvrages ou d'articles de référence ou si vous connaissez des sites web de qualité traitant du thème abordé ici, merci de compléter l'article en donnant les références utiles à sa vérifiabilité et en les liant à la section « Notes et références ».

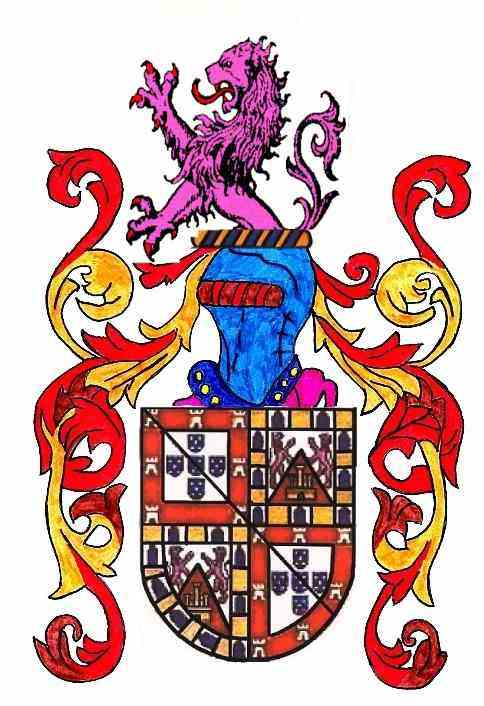
Blason de la famille Noronha, Portugal.

Noronha est un nom de famille de la haute noblesse portugaise, rendu célèbre par une famille noble d'origine castillane.

## Origines historiques
Famille des plus illustres de la péninsule ibérique ; le nom  vient de las region de Noreña dans les Asturies, fait comté par le roi Henri II de Castille, et octroyé à son fils naturel Afonso Henriquez , comte de Gijón et Noronha,  né de sa liaison avec Elvira Iñiguez de la Vega avant son mariage avec Juana Manuel de Castilla , señora de Villena, Escalona e Peñafiel, reine de Castille.
Afonso, comte de Noreña et Gijon, né à Burgos en 1378, épouse Isabelle de Portugal, dame de Viseu, fille du roi Ferdinand Ier de Portugal .
Tous les enfants de ce couple s'installent au Portugal dans la première moitié du XVe siècle, alors qu'ils étaient orphelins et mineurs, appelés par leur oncle Jean Ier, roi de Portugal, qui leur fait don de grandes propriétés et d'importantes rentes ,.
Le fils aîné, Pedro de Noronha, est archevêque de Lisbonne  et eut des enfants, légitimés par charte royale, donnant origine  notamment aux comtes d'Arcos et marquis d'Angeja. Son frère Fernando épouse Brites de Menezes, fille héritière du premier comte de Vila Real, Pedro de Menezes ,. Le troisième fils d'Alfonso Enriquez, Sancho de Noronha, est créé comte d'Odemira  en 1446. La seule fille, Constança de Noronha , devient duchesse de Bragança par son mariage avec Alphonse Ier de Bragance.

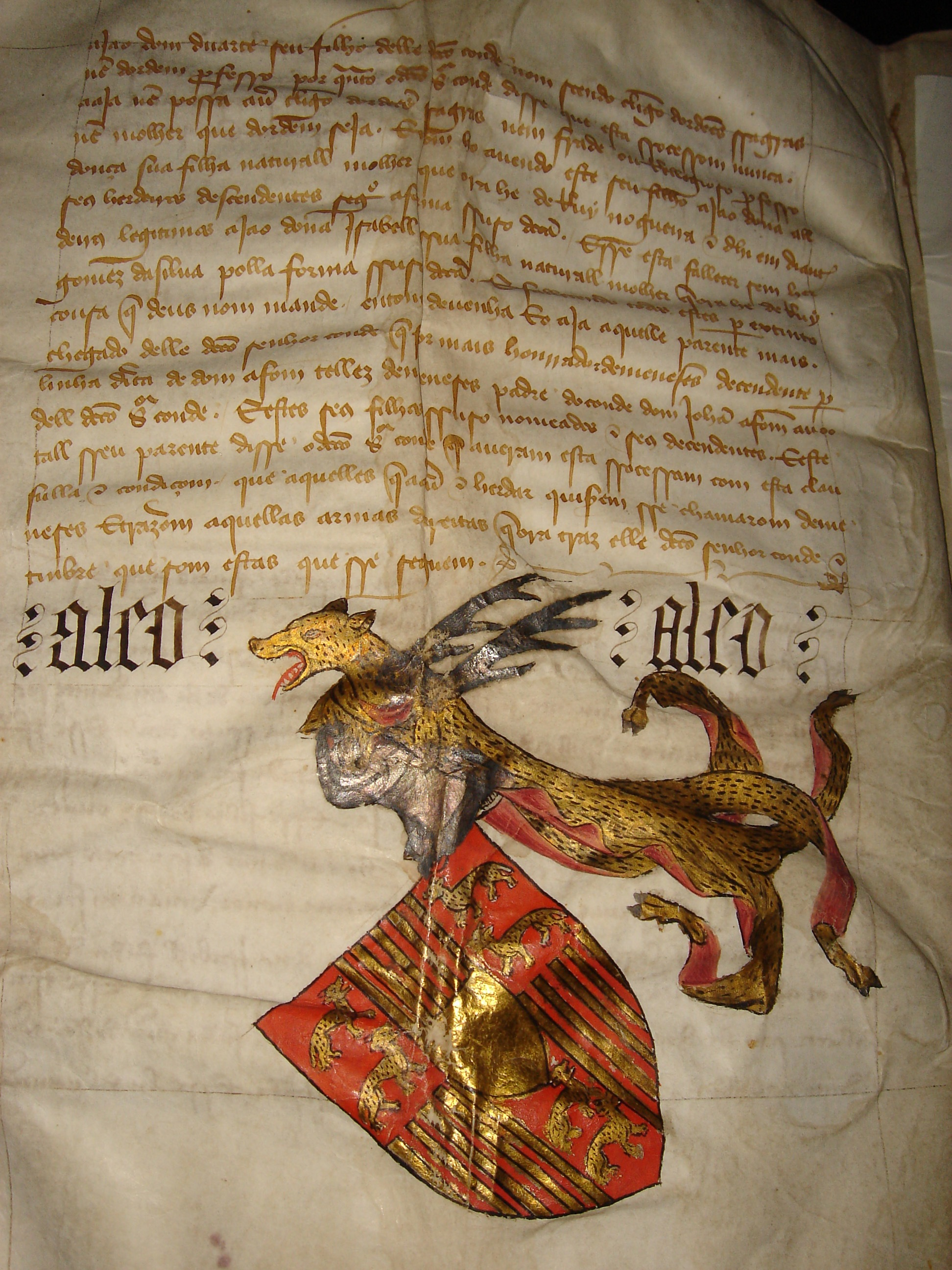
Armoiries de D. Pedro de Menezes dans le contrat de dot de 1431

Les descendants de Fernando de Noronha et de Brites de Meneses constituent l'une des familles nobles portugaises les importantes. Déjà au XVe siècle le roi D. Manuel (1429-1521), le Roi des Découvertes, place la famille Noronha au premier rang des familles nobles du Royaume du Portugal. En effet, le roi D. Manuel I fait peindre, au plafond de la fameuse « salle des armoiries » du palais de Sintra , les armoiries des familles les plus importantes du Royaume. Ainsi, au centre, on trouve les armoiries du Roi, entourées par une première rangée avec les armoiries de 8 de ses 13 enfants.
Dans les rangées suivantes, qui représentent les armoiries des 66 familles les plus importantes, le blason des Noronha se trouve à la 1re place . La ligne aînée, qui porte d'abord le nom de Meneses plutôt que Noronha, reçoit les titres de marquis de Vila Real (1489), de duc de Vila Real (1585) et de duc de Caminha (1620). Les lignes cadettes reçoivent les titres de comte de Linhares (1525), de Valadares (1702), et de Paraty (1813). Une autre branche hérite de la famille de Castro le titre de comte de Monsanto, devenu marquis de Castrais (1643) et s'éteint en 174

Au XVIIe siècle cette famille possède des domaines occupant 2 150 km en territoire portugais, habités par près de 50 000 vassaux ,
Au XVIe siècle, des Noronha s'installent aux Açores, île Terceira, en la personne de Dona Luisa de Noronha , fille de Pedro Ponce Leon, noble de la Maison Royale et officier principal de la Maison Royale de la reine Catarina, et de D. Helena de Noronha , de la plus noble génération des Noronhas.
Il existe d'autres familles Noronha qui n'ont pas cette origine. Cependant, les familles installées à Aveiro ou originaires d'Aveiro, ou de Viseu - António de Menezes , petit-fils de D. Antonio de Noronha, 1er Comte de Linhares était Alcaide Mor de Viseu, d'ailleurs comme son fils aîné D. Pedro de Menezes , oncle du 1er comte de Valadares - depuis la première moitié du XVe siècle, avec le nom Noronha, proviennent de la vraie genèse du nom.

## Les diverses branches de la famille
À l'heure actuelle, il y a plusieurs familles qui portent le nom Noronha, associé à d'autres familles: Albuquerque Noronha, Noronha de Britto, Noronha de Alarcão, , de Noronha de Paiva Couceiro (représentants du titre de Comte de Paraty) , Noronha de Menezes, de Noronha-Wagner (représentants des titres de duchesse de Caminha, duchesse de Vila Real, marquise de Vila Real, comtesse de Vila Real, comtesse de Valença, comtesse de Viana do Alentejo, comtesse d'Alcoutim et comtesse de Linhares) ou Noronha e Távora.

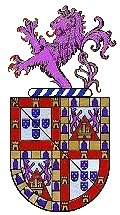
Blason de la famille Noronha.

## Armoiries de la famille Noronha
Ecartelé : aux I et IV) d'argent à cinq écus d'azur posés en croix, chargés chacun de cinq besants du champ; à la bordure de gueules chargée de sept châteaux d'or (rappel de l'origine portugaise de la mère de D. Fernando de Noronha - D. Isabel de Portugal, fille de F. Fernando I) – aux II et III de gueules au château d'or, maçonné, ouvert et ajouré d'azur, le champ chapé ployé d'argent à deux lions affrontés de pourpre, armés et lampassés de gueules; à la bordure componée d'or et de vair de 16 pièces - (rappel de l'origine espagnole du père de D. Fernando de Noronha - D. Alfonso, 1er Comte de Noronha, fils de D. Henrique II, roi de Castille).

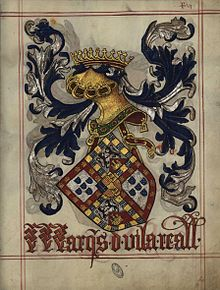
Armoiries des marquis de Vila Real

## Fonctions des Noronhas au cours des siècles[20],[21]
- Abade de Gaifem
- Gouverneur du Château d'Almeida
- Gouverneur du Château d'Elvas
- Gouverneur du Château de Monforte
- Gouverneur du Château d'Óbidos
- Gouverneur du Château de Cartaxo
- Lieutenant en chef du Royaume
- Archevêque de Lisbonne [7]
- Baron de Conceição
- Baron de Costa Noronha
- Baron de Noronha (créé par D. Maria II, Reine du Portugal, par décret du 08-12-1832)
- Evêque da Guarda
- Evêque de Bragance
- Evêque de Coimbra
- Evêque d'Elvas
- Evêque de Miranda
- Evêque de Viseu
- Capitaine de Ceuta
- Capitaine de Diu
- Chevalier de l'Ordre du Christ
- Commandeur de l'Ordre du Christ
- Commandeur de Casevel
- Commandeur de Sines
- Commandeur de Vila Franca
- Commandeur-en-chef de l'Ordre du Christ
- Comte des Arcos
- Comte d'Ega
- Comte de Lourinhã
- Comte de Póvoa
- Comte d'Alcoutim
- Comte d'Arganil
- Comte d'Armamar
- Comte d'Atalaia
- Comte d'Aveiras
- Comte de Cantanhede
- Comte de Castelo Mendo
- Comte de Linhares-(ancien)
- Comte de Linhares
- Comte de Mahem
- Comte de Monsanto
- Comte de Noroña
- Comte d'Odemira
- Comte de Parati (Comte de Paraty) - (titre créé par D. Maria I, reine du Portugal par décret du 04-12-1813)
- Comte de Peniche
- Comte de Povolide
- Comte de São Miguel
- Comte de Valadares
- Comte de Valença
- Comte de Vila Flor
- Comte de Vila Nova de Cerveira
- Comte de Vila Real (créé par D. João I, Roi du Portugal)
- Comte de Vila Verde
- Comte du Prado
- Comtesse de Maêm
- Duc da Terceira
- Duc de Linhares
- Familier do Santo Ofício
- Gentilhomme de la Maison Royale
- Gouverneur de l'Inde Portugaise
- Gouverneur d'Angola
- Gouverneur d'Azamor
- Gouverneur de Ceuta

→ Ceuta, depuis 1415, date de la conquête de Ceuta, jusqu'en 1640, fin de l'occupation portugaise, eût comme gouverneur (important poste devenu pratiquement héréditaire) plus de 20 membres des deux familles - Noronha et Meneses.
- Gouverneur de Macao
- Gouverneur du Mozambique
- Gouverneur de Saint Thomas et Prince
- Gouverneur Seigneurs de Cadaval
- Gouverneurs de Diu
- Grã-cruz da Ordem da Torre e Espada
- Grã-cruz da Ordem de Nossa Senhora da Conceição de Vila Viçosa
- Marquis das Minas
- Marquis de Alenquer
- Marquis de Angeja
- Marquis de Ariza
- Marquis de Cascais
- Marquis de Marialva
- Marquis de Soure
- Marquis de Tancos
- Marquis de Tavara
- Marquis de Torres Novas
- Marquis de Vagos
- Marquis de Vila Real (créé par D. João I, roi du Portugal, le 01-03-1489)
- Moço-fidalgo da Casa Real
- Seigneur de la Casa da Covilhã
- Seigneur de la Quinta das Torres
- Seigneur d'Angeja
- Seigneur de Carvalhais
- Seigneur de Ílhavo
- Seigneur de Lagares d'El-Rei
- Seigneur de Mortemart
- Seigneur de Pancas
- Seigneur de Sortelha
- Seigneur de Vila Verde
- Seigneur du Morgado da Azinhaga
- Seigneur du Morgado da Olaia
- Seigneur du Morgado de Jordão
- Seigneur de la Casa da Taipa
- Administrateur des Finances
- Vice-roi des Indes Portugaises [23]:

→ Appartenant à la famille Noronha (7X): D. Garcia de Noronha, D. Afonso de Noronha, D. Antão de Noronha, D. António de Noronha, D. Miguel de Noronha, D. Pedro António de Meneses Noronha de Albuquerque, D. Lourenço de Noronha.
→ Appartenant à la famille Meneses (11X): D. Duarte de Meneses, D. Henrique de Meneses, D. Diogo de Meneses, D. Fernão Teles de Meneses, D. Duarte de Meneses, D. Frei Aleixo de Meneses, D. António Teles de Meneses, D. João da Silva Telo e Meneses, Comte d'Aveiras, Vasco Fernandes César de Meneses, Comte de Sabugosa, D. Luís Carlos Inácio Xavier de Meneses, Comte d'Ericeira et Marquis de Louriçal, Francisco da Cunha e Meneses.
- Vice-roi du Brasil

→ Appartenant à la famille Noronha (3X): Marcos de Noronha e Brito, Comte de Arcos , Marcos José de Noronha e Brito, Comte de Arcos  et Pedro António de Meneses Noronha de Albuquerque, marquis d'Angeja ,
- Vicomte da Torre Bela
- Vicomte de Alenquer
- Vicomte de Aljezur
- Vicomte de Andaluz
- Vicomte de Castilho
- Vicomte de Mahem
- Vicomte de Noronha
- Vicomte de Santa Cruz
- Vicomte de Trancoso
- Vicomte de Veiros

## Liaisons externes
- Nobiliario da Ilha da Madeira.